# Castagnabuona
Castagnabuona è una frazione di 712 abitanti del comune di Varazze, in provincia di Savona, insieme ad Alpicella, Cantalupo, Casanova, Pero, Faje e Piani d'Invrea.

## Geografia fisica

### Territorio
Castagnabuona è la prima frazione di Varazze che si incontra venendo da ponente: essa si trova ad un'altitudine di 170 m s.l.m. alle spalle del quartiere di San Nazario e domina il porto, il golfo varazzino e oltre, sia a ponente sia a levante.

### Popolazione
La frazione registra un numero di abitanti residenti al mese di agosto 2010 pari a 712 unità di cui 372 maschi e 340 femmine.

## Storia

### Torri dell'epoca saracena
Lo stemma della frazione comprende tre torri realmente esistenti e sparse sul territorio della frazione che risalgono all'epoca dell'incursione saracena sul territorio genovese e servivano per l'avvistamento delle imbarcazioni in arrivo nel golfo varazzino.

### Battaglia napoleonica dell'anno 1800
Durante l'invasione napoleonica in Italia il general Massena, comandante in capo dell'armata d'Italia con compiti di difendere le posizioni ottenute, decide di attaccare gli austriaci e il 10 aprile dell'anno 1800 schiera le compagnie dei Granatieri sulle alture di Castagnabuona, mentre gli austriaci si ritirano sulle cime retrostanti e si ricongiungono con un battaglione venuto a dar manforte da Stella; alle 10 del mattino le truppe del generale Massena schierate lungo tutto il fronte, sferrano l'attacco agli austriaci che dapprima si ritirano, ma sono provvidenzialmente rinforzati dal generale Palfi il quale attacca i francesi sul loro fianco sinistro e li costringe alla ritirata sul monte Croce; da qui gli uomini di Massena, notevolmente ridotti, sfruttano il terreno di Castagnabuona fatto di vallette, cocuzzoli e dorsali e al quarto assalto degli austriaci riescono a reagire con impeto eroico, terminando vittoriosamente lo scontro: 500 francesi hanno ricacciato indietro 2000 austriaci!
Gli austriaci non ammettono lo scacco e intorno alle 17 due forti colonne da Stella San Martino scendono verso Varazze, e il generale francese decide di ripiegare su Cantalupo, mentre gli avversari raggiungono Varazze. 
Durante la battaglia il santuario di Nostra Signora della Croce fu adibito a ricovero per i feriti tanto che dovette essere consacrato nuovamente.

### Storia della Confraternita di San Rocco e di Nostra Signora della Croce
La Confraternita di San Rocco e di Nostra Signora della Croce di Castagnabuona, risale agli inizi del 1900, fondata da un gruppo di confratelli iscritti nell'Assunta e che abitavano nella frazione, costituendosi con l'antico nome di "Venerabile compagnia di Nostra Signora del Suffragio". Scopi di questa associazione, che negli anni cambiò il suo nome sino a giungere all'intitolazione attuale, erano il culto, la preparazione delle funzioni religiose e degli ottavari dei defunti, il suffragio, l'accompagnamento e la sepoltura dei defunti, opere di carità di vario genere, l'aiuto alle persone e alle famiglie bisognose e la venerazione dei santi patroni. Anticamente la Confraternita, il mattino del 16 agosto, “reduce” dalla processione di Nostra Signora Assunta del giorno precedente in Varazze, all'alba raggiungeva processionalmente la chiesa di Santa Caterina portando il crocifisso per poi svolgere la tradizionale processione dedicata a San Rocco il pomeriggio stesso lungo le vie della frazione. Oggi i festeggiamenti religiosi del 16 agosto (giorno dedicato a San Rocco) richiamano molti fedeli ed anche la sagra riscuote un buon successo.
La suddetta confraternita è attiva nelle opere di carità e nell'organizzazione degli eventi religiosi della frazione oltre che nella partecipazione alle varie manifestazioni religiose che si tengono sul territorio varazzino e non solo, come le processioni entro la diocesi di Savona-Noli ed i raduni che si svolgono anche fuori dai confini diocesani.

### Storia della Chiesa di San Rocco
Castagnabuona aveva in antichità una modesta cappella dedicata a San Rocco. Nel 1577 gli abitanti della frazione manifestarono il loro disagio per la lontananza della parrocchia (Sant'Ambrogio); Mons. Cesare Ferrero disse loro di costruirsi la chiesa ed egli l'avrebbe eretta in parrocchia, sempre che si provvedesse alla dote necessaria per la cura. Non si fece niente. Nel 1589, San Nazario veniva eretta in parrocchia. Non si pensò ad altro e la vecchia chiesuola funzionò come semplice cappella campestre.
Con questa denominazione viene citata nell'autorizzazione vescovile data il 23 agosto 1624; al parroco è data la possibilità di potervi celebrare la Santa Messa per sei mesi “servatis in reliquis servandis”; nonché in altra data del 13 agosto 1626: “Si concede licenza di poter celebrare Messa nell'oratorio campestre di San Rocco, nell'oratorio campestre di San Bernardo di Castagnabuona di Varazze: vagli questa licenza finché Monsignor Illustrissimo e Reverendissimo visiterà detti Oratori, sempre che in essi vi siano i dovuti requisiti alla forma del Sacro Concilio”.
La dedicazione a San Rocco della primitiva cappella potrebbe indicarne il pro sorgere agli inizi del secolo XVI, allorché la devozione al Santo andava diffondendosi in Liguria e a Genova. Anche a Varazze la festa di San Rocco si celebrava fin dai tempi antichi; lo attestano gli statuti delle varie associazioni artigiane che la rendono obbligatoria per i loro iscritti: la processione votiva che si snoda ogni anno il 16 agosto, alla quale intervengono col clero le confraternite nonché l'Amministrazione comunale: la figura di San Rocco tra i protettori di Varazze compare nell'affresco in cornu evangeli della Collegiata di Sant'Ambrogio e nella tela in cornu epistolae in San Nazario.
Memoria esplicita della chiesetta di San Rocco si ha nei registri parrocchiali per il 1657, anno della terribile pestilenza che desolò Genova e Riviera: nella frazione di Castagnabuona perirono, in soli 4 mesi, ben 125 persone fra cui 47 capifamiglia. Alcuni deceduti ex contagio furono sepolti “in cappella Sancti Rochi propre ianuam in parte dextra” (nella cappella di San Rocco nella parte destra), mentre la maggior parte furono sepolti “in campo” (“nu campu” è la parte terminale del crinale posto a levante dell'attuale chiesa e posto a quota leggermente più alta di quella della chiesa e dell'attuale Via alla Croce, già nota come “nu posu”)
Il comune nella sua seduta del 12 maggio aveva estratto a sorte sedici dei Membri del Consiglio, dei quali due alla volta dovessero portarsi ad abitare in Castagnabuona: l'uno nella casa dell'Illustrissimo Governatore alle “Tessarole” e l'altro in quella dei Guastavino presso San Rocco.
Inoltre l'ufficiale di Sanità de Fazio Antonio deputò a collega altro de Fazio Olivio e decretò che fossero provvisti i bisognosi di ogni cosa a spese del pubblico. Fondò, finalmente, un lazzaretto in legno e fece chiudere tutte le strade di comunicazione.
Anche i benemeriti religiosi cappuccini andarono a gara a sollievo dei malati; il padre Gio Bernardo della nobile famiglia Donati di Genova, nominò il padre Paolo Maria da Pontremoli assieme ai laici professi fra Carlo Maria da Pontremoli e fra Francesco Maria da Finale che si adoperarono per rendere servizio ai malati.
I primi a pagare tributo per il morbo furono proprio i due pontremolesi che vennero sepolti in detta Villa (Castagnabuona) presso la cappella di San Rocco. Restò a prestar servizio il laico fra Maria da Finale che si ammalò del morbo, ma riuscì a guarire e far ritorno al convento, una volta cessata l'epidemia.
La devozione a San Rocco non si limitò ai giorni del pericolo, ma fu una devozione ricca di riconoscenza e ammirazione, tanto che nel VI centenario della morte del Santo gli si tributarono omaggi straordinari anche a Castagnabuona: canti, luci, panegirici e musiche.
Dopo molti anni la chiesa di San Rocco si presentava fatiscente: nel 1963 dopo un'intensa mobilitazione della popolazione di Castagnabuona si cominciarono i lavori per la costruzione della nuova chiesa, da un progetto dell'ingegner Carlo Nocelli e sotto la direzione dell'ingegner Lorenzo Pizzorno. Grazie a generosi aiuti e prestazioni volontarie la costruzione procedette speditamente tanto che il 15 agosto 1964 poté essere benedetta dal canonico Giovanni Battista Baglietto, parroco di San Nazario, e fu così aperta al culto. Il 16 agosto 1968 mons. Giovanni Battista Parodi, vescovo diocesano, procedeva alla consacrazione dell'altare maggiore, presenti le autorità cittadine con a capo il sindaco dott. Guastavino, numeroso clero e tanti fedeli.
La zona ove è situata la chiesa è costituita da un terreno franoso che tende a scendere verso valle e questo movimento si manifesta in particolar a causa di infiltrazioni d'acqua. Nel 2004, per le conseguenti venature e la presenza di crepe nel pavimento, sui muri e sul soffitto, per questioni di sicurezza veniva chiusa (il quadro fessurativo denotava infatti un'evidente instabilità della parte basamentale e delle fondazioni). Dopo alcune riunioni, la confraternita decise di effettuare i lavori necessari chiedendo aiuto agli abitanti. Grazie ad una manodopera molto efficiente di tanti volontari, il desiderio di riaprire la bella chiesina di campagna dopo tre anni di costante impegno si è avverato nel mese di maggio dell'anno 2007. La confraternita di San Rocco e di Nostra Signora della Croce, che ha sede nella suddetta chiesa, conserva alcune opere da ammirare fra cui un “Cristo” tipico della tradizione ligure, molto bello, opera dello scultore savonese G. B. Rebagliati, del peso di 90 kg circa, due “Cristi” più piccoli opera del varazzino Agostino Vassallo, portati dai ragazzi ai quali viene tramandata questa nostra tradizione, la cassa lignea processionale di San Rocco, donata per grazia ricevuta da Angelo Baglietto (U Battagin) per essere ritornato salvo dal secondo conflitto mondiale, una statua lignea di Santa Teresa, un prezioso stendardo ricamato raffigurante da un lato Sam Rocco e dall'altro la Madonna della Croce, un grande quadro ad olio del 1739 raffigurante i Santi protettori di Castagnabuona Rocco e Bernardo. Il giorno della festa di San Rocco (16 agosto) dell'anno 2007 c'è stata l'inaugurazione della chiesa che, grazie alla fattiva e volontaria collaborazione di molti abitanti della frazione, è tornata agibile e disponibile per tutte le funzioni religiose che vi si svolgono.

### Storia della Società di Mutuo Soccorso
La Società di Mutuo Soccorso di Castagnabuona nasce nel settembre del 1921 in un periodo storico certamente difficile per tali associazioni, ma nonostante ciò si è subito integrata e la sua attività ha rappresentato un punto di forza per la frazione negli anni '50, 60', 70, 80…. e lo è tutt'oggi specie per i giovani.
A Castagnabuona l'associazionismo della  Società di Mutuo Soccorso e quello della confraternita di San Rocco e di Nostra Signora della Croce, ha sempre avuto punti in comune e nonostante le ideologie non siano state, specie in passato, in perfetta sintonia, la sinergia tra le due realtà ha portato vita e attivismo nella frazione, anche con l'organizzazione di eventi e manifestazioni.
Il primo statuto risale all'anno 1927 la cui pubblicazione - recuperata dai vecchi soci - è stata stampata dalla Premiata tipografia Battaglia di Savona nel 1927.
Lo scopo principale e imprescindibile della Società di Mutuo Soccorso era quello dell'aiuto reciproco tra i soci sulla scia delle società di mutuo soccorso che sorsero nella seconda metà del XIX secolo (dapprima nel Piemonte, quindi nel resto della penisola italiana), aveva quindi il compito di fornire ai lavoratori assistenza in caso di malattia, invalidità, o impossibilità al lavoro.
La sua prima sede era ubicata nel centro della frazione dove successivamente e per molti anni, si stabilì il locale negozio di alimentari e bar. Nel 1930 quindi, su domanda dell'allora presidente Zunino Gio Batta, il Podestà (A. Lajolo), rilasciò il nulla osta per la costruzione dell'attuale sede di Via alla Croce 15 per “poter costruire una casetta…… in frazione Castagnabuona”. Fu così che, superando difficoltà di ogni genere (compresa l'intolleranza del regime fascista che costrinse i soci a vendere ad un privato l'edificio per poi riacquistarlo indebitandosi nuovamente) i soci, preoccupati per le sorti del loro circolo e dell'immobile, lo vendettero ad un socio (Fazio Bernardo) non perseguibile, quale persona fisica, sul piano patrimoniale garantendo quindi l'integrità dell'immobile che, subito dopo la fine della guerra e dopo la caduta del “regime”, venne riacquistato dai soci stessi. Soci che si possono quindi definire, “rifondatori” come risulta dall'atto costitutivo (ricostituivo). Il compendio edilizio, costituito dal fabbricato e dalle aree esterne di pertinenza dello stesso, venne acquistato dallo stesso Fazio Bernardo nel 1964 dopo raccolta di fondi da parte di moltissimi soci le cui ricevute sono tuttora conservate quale memoria storica.
Negli anni successivi, patrocinati prima dall'ENAL (ente poi soppresso a seguito di normative sopravvenute) la Società di Mutuo Soccorso attraversa periodi di fattiva collaborazione tra i soci tanto da ampliare il fabbricato stesso, con la costruzione di una cantina al piano terreno, e realizzare 4 campi da bocce dotati, sin dall'ora, di un eccellente impianto di illuminazione invidiato da tutti gli amanti del gioco delle bocce, data la sua efficienza ed unicità che all'epoca aveva nella zona del levante savonese. Si è quindi arrivati alla situazione attuale, nella quale la Società di Mutuo Soccorso è affiliata dall'ARCI (decisione assunta durante l'assemblea straordinaria dell'11 marzo 1979) e conta ben oltre 230 soci. Nonostante i radicali mutamenti socio-economici che sono sopravvenuti specie dopo gli anni settanta e ottanta nel tessuto sociale e politico, la Società di Mutuo Soccorso di Castagnabuona ha continuato ad esercitare un prezioso ruolo "mutualistico" offrendo spesso conforto, spazio di dialogo e offrendo sempre la possibilità di rimettersi in gioco, a famigliari di soci che sono stati colpiti da gravi lutti e da disgrazie di ogni tipo. Nella Società di Mutuo Soccorso trovano il conforto dei loro amici e soci che difficilmente, dopo tali sciagure, nessuno ritroverebbe così intensi, spontanei e disinteressati se ristretti all'ambito familiare e da lì che invece nasce la possibilità di rimettersi in gioco e sentirsi di nuovo utile sponda per esigenze di altri che spesso anche "nella diversità" consente, ad ogni età, di crescere incontrando, in maniera trasversale, persone di età diversa che va dai soci sedicenni a quelli ultranovantenni.
Negli stessi periodi i soci, con turni ben organizzati, hanno fatto anche spesso ricorso all'autogestione, peraltro senza problemi di sorta, così come accade ora.

## Monumenti e luoghi d'interesse
La frazione ha due chiese, una dedicata a San Rocco nel centro della borgata e il santuario di Nostra Signora della Croce che si trova in posizione dominante ad un'altitudine di circa 195 metri sul livello del mare, oltre ad una piccola cappella dedicata a San Bernardo nella borgata dei favari; l'omonima Confraternita di San Rocco e di Nostra Signora della Croce opera da anni nella frazione per l'animazione delle festività religiose, si adopera in opere di carità principalmente nei confronti degli anziani residenti nella frazione, partecipa alle feste religiose del territorio cittadino e non solo ed infine organizza le festività di San Rocco e di Nostra Signora della Croce.
È attiva una società di mutuo soccorso che rappresenta, assieme alla confraternita, realtà aggregante e viva che si adoperava in passato principalmente per attività di mutuo soccorso tra i soci anche in termini di veri e propri aiuti nel continuare le attività di conduzione e coltivazione dei fondi, uliveti ecc., mentre attualmente è volta soprattutto alla promozione di iniziative di mutuo soccorso non solo nei confronti dei soci, ma anche per supportare, anche in termini economici, iniziative di solidarietà condivise con altre società di mutuo soccorso e/o associazioni che operano in tal senso in Italia e all'estero. Tutto ciò sempre nell'ambito del funzionamento del circolo e contestualmente alla partecipazione ed organizzazione di eventi di intrattenimento e sportivi anche in collaborazione con le altre frazioni della città di Varazze, come in occasione delle olimpiadi frazionali svoltesi negli anni 2009 e 2010 che hanno visto la frazione di Castagnabuona piazzarsi al secondo posto dietro Alpicella.